# بیجان لند
بیجان لند (به انگلیسی: Beejan Land) (زاده ۱۴ فوریهٔ ۱۹۸۹) بازیگر استرالیایی است.
از فیلم‌های معروف او می‌توان به بازی در فیلم شهر را بلرزان اشاره کرد.